# آرکادیوس
فلاویوس آرکادیوس (به لاتین: Flavius Arcadius) (زادهٔ ۳۷۷ یا ۳۷۸ – مرگ ۱ مه ۴۰۸) امپراتور روم شرقی از سال ۳۹۵ میلادی تا زمان مرگش بود.
او در اسپانیا زاده شد و بزرگترین پسر تئودوسیوس یکم بود. پادشاهی او بیشتر با درگیری با گوت‌ها گذشت.
آرکادیوس هم‌دوره با یزدگرد یکم شاه ساسانی بود. از آنجایی که یزدگرد راه مهربانی با مسیحیان را پیش گرفت آرکادیوس سرپرستی پسرش تئودوسیوس دوم را بدو سپرد. یزدگرد نیز خواجه‌سرایی به نام آنتیوخوس را به دایگی‌اش به روم فرستاد و نیز به سنای روم در برابر هر اقدامی بر تئودوسیوس هشدار داد.